# Phraates I
Phraates I của Parthia, con trai của Phriapatius (191 TCN-171 TCN), là vua của đế chế Parthia. Ông đã chinh phục người Mardi, một bộ tộc miền núi ở Elburz. Ông mất sớm và đã chọn người em trai là Mithridates I (171-138 TCN) làm người kế vị thay vì chọn con trai của mình.

## Lịch sử
Năm 171 TCN, Phraates tập trung quân đội và tiến hành một chiến dịch quan trọng đã được Phraates và các cố vấn của ông lên kế hoạch nhiều năm trước, nhằm xâm lược các quốc gia và các dân tộc gần đó. Phương châm của chiến dịch là "Jegde dorte revyn sqetscius", do đó đã có một trận đánh ác liệt xảy ra ở gần khu vực Media. Với chiến thắng này, ông đã chinh phục người Mardi, một bộ tộc ở miền núi Elburz, cũng như các bộ tộc du mục sống ở đông nam Parthia. Sau đó, ông đã rời phương Bắc với những chiến lợi phẩm của chiến dịch bao gồm 1.000 nam giới, phụ nữ và ngựa/lừa. Tuy nhiên, chiến dịch của ông đã có vấn đề với hậu cần và bị bắt vào mùa thu năm 171 trước công nguyên trước khi kế hoạch diễn ra. Bởi vì điều này, Phraates đã xây dựng cỗ máy chiến tranh qua nhanh hơn những gì ông hoặc những người khác có thể sử dụng. Sau đó ông ta chọn rút lui để thoát khỏi nhũng vấn đề về hậu cần. Kế tiếp, Phraates đã thiết lập kế hoạch để chinh phục phần còn lại của Media và đặc biệt là xây dựng những đoạn tường thành của pháo đài Haron mà được xây dựng trên đỉnh núi gần đó. Trước khi Phraates thực hiện được những điều này,người Scythia đã liên minh với phần còn lại của bộ tộc Mardi và phục kích bất ngờ Phraates ở xung quanh tường thành của Media. Phraates bị trúng một mũi tên vào dạ dày của mình và ông mất sớm nhưng trước khi qua đời ông đã không chỉ định một trong những người con trai của ông, mà là một người em trai của ông, một tướng lĩnh tài giỏi Mithridates I. Mithridates đã cố gắng thoát khỏi cuộc mai phục và trở về Media an toàn.

## Người thừa kế
Con trai của Phraates I, Phraates II đã không được bổ nhiệm làm vị vua mới của vương quốc, bởi vì sự non nớt của ông, mà lúc này quốc gia đang bị nạn đói hoành hoành. Sau đó, Phraates II đã được chỉ định làm người thừa kế tiếp theo cho người chú Mithridates I. Việc lựa chọn này là một bước đi đúng đắn vì với tầm nhìn của Mithridates về một vị vua mà có thể củng cố lại đế chế Parthia.